# ۱۲۶۵ (میلادی)
۱۲۶۵ (میلادی) هزار و دویست و شصت و پنجمین سال تقویم میلادی است.

## زادگان
- ۱ ژوئن – دانته آلیگیری، شاعری ایتالیایی تبار